# Килгор (Тексас)
Килгор (енгл. Kilgore) град је у америчкој савезној држави Тексас. По попису становништва из 2010. у њему је живело 12.975 становника.

## Демографија
Према попису становништва из 2010. у граду је живело 12.975 становника, што је 1.674 (14,8%) становника више него 2000. године.
| Група             | 2000.         | 2010.         |
| Белци             | 8.456 (74,8%) | 8.277 (63,8%) |
| Афроамериканци    | 1.394 (12,3%) | 1.751 (13,5%) |
| Азијати           | 77 (0,7%)     | 144 (1,1%)    |
| Хиспаноамериканци | 1.256 (11,1%) | 2.568 (19,8%) |
| Укупно            | 11.301        | 12.975        |